# Дворжецький Вацлав Янович
Вацлав Янович Дворжецький (пол. Wacław-Wiktor Dworzecki; 21 липня (3 серпня) 1910, Ірпінь, Київської губернії, Російська імперія — 11 квітня 1993, Нижній Новгород, Росія) — радянський актор театру і кіно. Народний артист РРФСР (1991).

## Біографія

Метричний запис про народження та хрещення Вацлава-Віктора Дворжецького. З фондів ЦДІАК України

Народився 21 липня (3 серпня) 1910 року в Києві в шляхетській сім'ї.
Навчався у театральній студії при Київському польському драматичному театрі (1927–1929), Київському політехнічному інституті (1928–1930). У 1929 році Дворжецького було заарештовано за активну участь у гуртку «ГОЛ» («группа освобождения личности» — «група звільнення особистості»), з 1929 по 1937 рік перебував у таборах на будівництві залізниці Пінюг — Сиктивкар, Біломорсько-Балтійського каналу, Туломської гідроелектростанції, рудниках острову Вайгач. одночасно працював у табірному театрі «Туломська театральна експедиція» («Туломская театральная экспедиция»). Там відбувся його акторський дебют.
Після звільнення у 1937 році повернувся до Києва, до батьків. Однак не зміг влаштуватися до жодного з київських театрів. Намагався також вступити до театру у м. Біла Церква, однак і туди його не захотіли брати через колишню судимість. Влаштувався на роботу до вагоперевірної майстерні у Баришівці, однак був звільнений за місяць. Після цього переїхав до Харкова, де йому вдалося влаштуватися до робочо-колгоспного театру № 4. Однак за місяць було заарештовано начальника управління культури, за рекомендацією якого Дворжецький отримав місце у театрі. Актор був вимушений переїхати у Підмосков'я, де мешкала його двоюрідна сестра, а пізніше — до Омська, де його було прийнято до Омського театру для дітей і молоді.
Перед Другою світовою війною працював в Омському театрі юного глядача, Таганрозькому драматичному театрі імені А. П. Чехова та Омському обласному драматичному театрі як актор і режисер.
Восени 1941 року Дворжецького було заарештовано вдруге. Перебував у таборі до 1946 року. У 1950-х роках разом із другою дружиною Рівою Левіте переїхав до Саратова, де влаштувалися до Саратовського театру драми ім. І. А. Слонова, пізніше переїхали до Нижнього Новгорода, де Дворжецький став одним із провідних акторів Драматичного театру, у якому служив до кінця життя.
У творчому доробку Вацлава Дворжецького 122 ролі у 111 виставах.
З 1968 року знімався у кіно та на телебаченні, зіграв 92 ролі.
У 1978–1980 роках — актор театру «Современник (театр)», з 1988 року — актор Нижегородського державного академічного театру драми ім. М. Горького.
У справі 1930 року був реабілітований постановою Військового трибуналу Київського військового округу від 24 липня 1992 року.
Помер 11 квітня 1993 року. Похований у Нижньому Новгороді на Бугровському кладовищі.

## Сім'ї
- Перша дружина — балерина Таїсія Володимирівна Рей, син — Дворжецький Владислав Вацлавович.
- Друга дружина — акторка Ріва Левіте, син — Дворжецький Євген Вацлавович.
- У період другого ув'язнення мав зв'язок із вільнонайманою службовицею концтабору, дочка — Тетяна.

## Фільмографія
1. 1968: Щит і меч / Щит и меч — Лансдорф
2. 1968: Далеко на заході / Далеко на западе — генерал Віллі фон Юргенс
3. 1968: Любов Серафима Фролова / Любовь Серафима Фролова — колгоспник
4. 1968: Угрюм-ріка / Угрюм-река — дід Яшка в бараці
5. 1971: Кінець Любавіних / Конец Любавиных — Василь Платонович
6. 1971: Рудобельська республіка / Рудабельская рэспубліка — Микола Миколайович, керуючий
7. 1971: Людина в прохідному дворі / Человек в проходном дворе — Киргемаа, начальник міськвідділу КДБ
8. 1972: Моє життя / Моя жизнь — Олексій Полознєв
9. 1973: До останньої хвилини / До последней минуты — Горук
10. 1973: Відкрита книга / Открытая книга — Заозерський
11. 1975: Час-не-чекає / Время-не-ждёт — Чарльз, прислуга Елама
12. 1975: Здобудеш у бою / Обретёшь в бою — Межовський
13. 1976: Червоне і чорне / Красное и черное — абат Шела
14. 1977: Юлія Вревська / Юлия Вревск — міністр
15. 1978: Квартет Гварнері / Квартет Гварнери — Буторін
16. 1978: Омелян Пугачов / Емельян Пугачёв — Філарет
17. 1978: Отець Сергій / Отец Сергий — директор кадетського корпусу
18. 1978: Підпільний обком діє / Подпольный обком действует — вчитель Хороводов
19. 1979: Акванавти / Акванавты — професор Кером
20. 1979: Цей фантастичний світ (телеспектакль, випуск № 2) — професор Маракот
21. 1980: Петровка, 38 / Петровка, 38 — Лев Іванович
22. 1980: Тегеран-43 / Тегеран-43 / Téhéran 43 — історик Брунер
23. 1980: Крізь терни до зірок / Через тернии к звёздам — Петро Петрович Лебедєв
24. 1981: Немухінські музиканти
25. 1981: Чорний трикутник / Черный треугольник — митрополит Антоній Храповицький
26. 1981: Ярослав Мудрий / Ярослав Мудрый — Іларіон Київський, митрополит
27. 1982: 4:0 на користь Тетянки / 4:0 в пользу Танечки — Іван Михайлович, дідусь Тетянки
28. 1982: Ви чия, стареча? / Вы чьё, старичьё? — Касьян Нефедович Глушков
29. 1982: Десь плаче іволга / Где-то плачет иволга — Орлов, батько Марини
30. 1982: Мати Марія / Мать Мария — Ніколаєвський
31. 1982: Надія і опора / Надежда и опора — Олександр Миколайович Гардт
32. 1983: Ціна повернення / Цена возврата — Костянтин Федорович Богаєвський, художник
33. 1984: Приходь вільним / Приходи свободным — Амір-Хаджі
34. 1984: ТАРС уповноважений заявити... / ТАСС уполномочен заявить… — Віктор Львович Вінтер, батько Ольги, академік
35. 1984: Успіх / Успех — Яків Гаврилович Винокуров, головний режисер обласного театру
36. 1985: Іван Бабушкін / Иван Бабушкин — Петро Михайлович, засланець
37. 1986: Кармелюк / Кармелюк — Ольшевський, батько
38. 1986: Кінець операції «Резидент» / Конец операции «Резидент» — Василь Сергійович Захаров, один з керівників НТС
39. 1986: На вістрі меча / На острие меча — вчитель
40. 1986: Листи мертвої людини / Письма мертвого человека — Пастор
41. 1986: Політ в країну чудовиськ / Полёт в страну чудовищ — вчитель, винахідник
42. 1987: Вибір / Выбор — Едуард Аркадійович Щеглов, дядько Марії
43. 1987: Забута мелодія для флейти / Забытая мелодия для флейты — батько Філімонова
44. 1987: Син / Сын — колекціонер Павло Кондратьєвич
45. 1988: Дисидент / Диссидент — батько автора
46. 1988: Захисник Сєдов / Защитник Седов —  Осмоловський, ув'язнений
47. 1988: Будні і свята Серафими Глюкиної / Будни и праздники Серафимы Глюкиной — Юрій Іванович, сусід
48. 1989: У місті Сочі темні ночі / В городе Сочи тёмные ночи — Федір Федорович Стрельников
49. 1991: Житіє Олександра Невського / Житие Александра Невского — митрополит Кирило
50. 1992: Білі одежі / Белые одежды — Натан Михайлович Хейфец

## Твори
- Дворжецкий В. Я. Пути больших этапов: Записки актёра. — М. : Возвращение, 1994. — 118 с.
- Вацлав Дворжецкий — династия // Сост. — Гройсман Яков, Левите Рива. — М., 1999. — 79 с.